# Blackfin
Blackfin è il nome di una famiglia di microprocessori a 16/32 bit RISC in grado di eseguire applicazioni da Digital Signal Processor e con consumi e costi analoghi a quelli dei microcontrollori. Il risultato del progetto è un'architettura unificata in grado di eseguire un sistema operativo mentre la parte numerica esegue complesse operazioni come la decodifica video in tempo reale.
Il processore è disponibile in molte varianti ed è disponibile un kit di sviluppo in grado di eseguire Linux. Attualmente i microprocessori vengono prodotti da Analog Devices.